# Attiliosa
Attiliosa is een geslacht van weekdieren uit de klasse van de Gastropoda (slakken).

## Soorten
- Attiliosa aldridgei (Nowell-Usticke, 1969)
- Attiliosa bessei Vokes, 1999
- Attiliosa bozzettii Houart, 1993
- Attiliosa caledonica (Jousseaume, 1881)
- Attiliosa edingeri Houart, 1998
- Attiliosa glenduffyi Petuch, 1993
- Attiliosa goreensis Houart, 1993
- Attiliosa houarti Vokes, 1999
- Attiliosa kevani Vokes, 1999
- Attiliosa nodulifera (G. B. Sowerby II, 1841)
- Attiliosa nodulosa (A. Adams, 1855)
- Attiliosa orri (Cernohorsky, 1976)
- Attiliosa perplexa Vokes, 1999
- Attiliosa philippiana (Dall, 1889)
- Attiliosa ruthae Houart, 1996